# Jana Velďáková
Jana Velďáková (* 3. června 1981) je slovenská atletka, věnující se skoku do dálky. Na mítinku v Košicích 3. května 2008 skočila osobní rekord měřící 672 cm. Je závodnice klubu Akademik TU Košice. Kvalifikovala se na Letní olympijské hry 2008 v Pekingu, kde skončila v kvalifikaci, když neměla ani jeden platný pokus. Její sestrou je trojskokanka Dana Velďáková.